# Volvo Ocean Race 2014–2015

Route des Volvo Ocean Race 2014–2015

Das Volvo Ocean Race 2014/2015 war eine Segelregatta, die am 4. Oktober 2014 in Alicante (Spanien) startete. Am 22. Juni 2015 lief das Siegerteam Abu Dhabi Ocean Racing Team im Zielhafen Göteborg in Schweden ein.

## Regeländerungen
Während bei den vergangenen Auflagen des Rennens jedes Team ein individuelles Boot im Rahmen des Reglements entwickelte, kamen bei dieser Regatta identische Yachten der Volvo Ocean 65-Klasse zum Einsatz. Erstmals in der Geschichte des Volvo Ocean Races und seiner Vorgänger wurde diese Wettfahrt somit in einer Einheitsklasse ausgetragen. Nachdem bei den beiden vorangegangenen Rennen viele Materialschäden und Verluste durch überzüchtete Entwürfe zu verzeichnen waren, fiel diese Entscheidung zugunsten der Sicherheit, aber auch des niedrigeren Finanzbedarfs für die Teilnahme an der Regatta. Zur weiteren Kostenreduzierung sollten diese Boote bei mindestens zwei Regatten eingesetzt werden.

## Punktevergabe
Das Volvo Ocean Race 2014–2015 wurde als Etappenrennen ausgetragen. Diesmal wurde für die Platzierung nur die neun Ozean-Etappen gewertet. Die Ergebnisse der In-Port-Races wurden gesondert gewertet und nur bei Punktgleichstand für die Platzierung herangezogen. Erstmals wurde das sogenannte Low-Point-System angewendet. Dabei erhält der Sieger einen Punkt, der Zweitplatzierte zwei Punkte und so weiter. Sieger war das Team, welches am Ende der Regatta die wenigsten Punkte erzielt hatte. Wenn ein Boot ausschied, erhielt es einen extra Strafpunkt.

## Boote

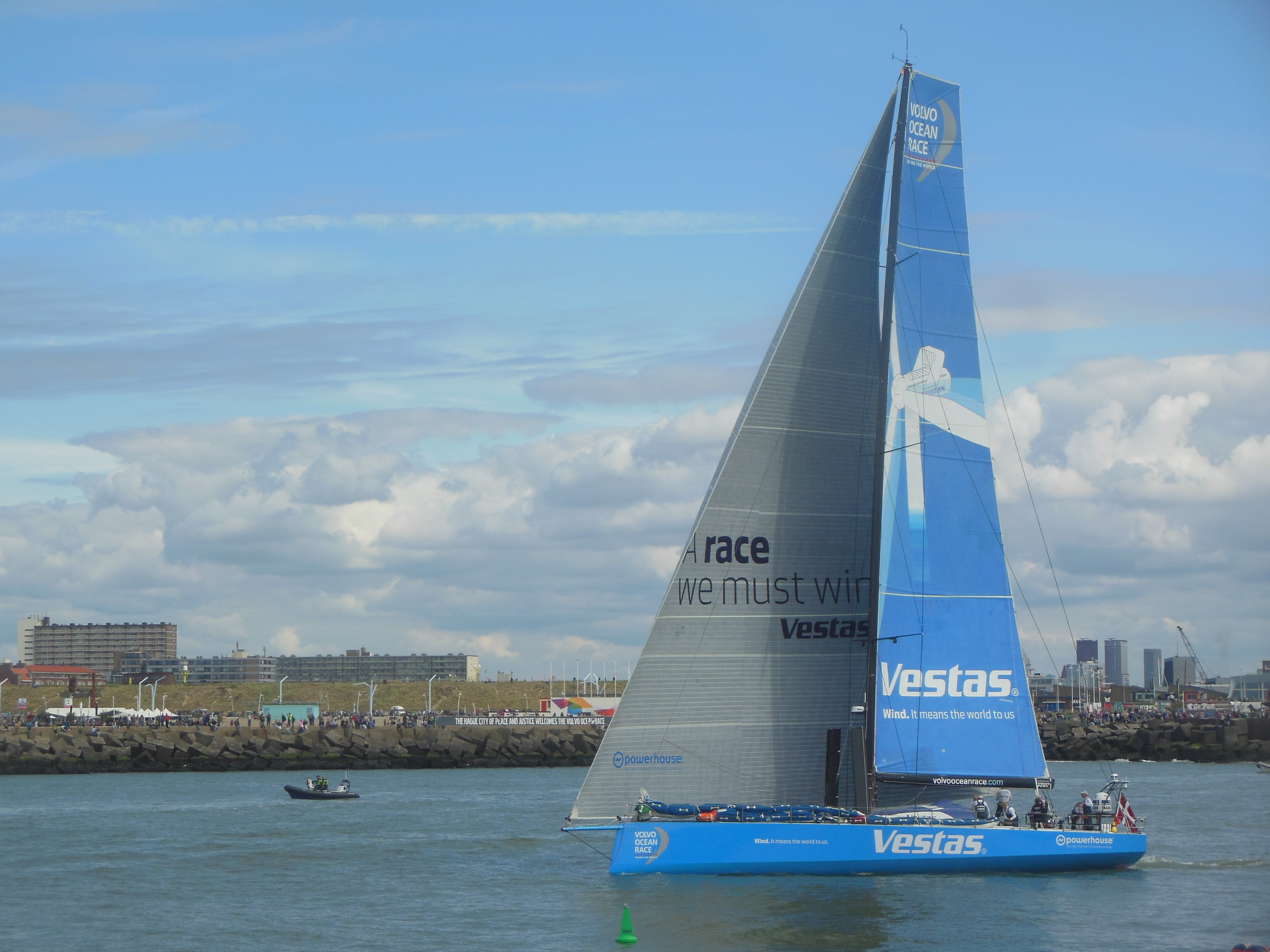
VO65 von Vestas Wind

Diese Regatta wurde mit Booten der neuen Einheitsklasse Volvo Ocean 65 ausgetragen. Eckdaten der Boote:
| Kennwert                 | Betrag                                                  | Kommentar                                     |
| ------------------------ | ------------------------------------------------------- | --------------------------------------------- |
| Rumpflänge               | 20,37 m (66 ft)                                         |                                               |
| Länge Wasserlinie        | 20,00 m (65 ft)                                         |                                               |
| Länge über alles         | 22,14 m (72 ft)                                         |                                               |
| Rumpfbreite              | 5,60 m (18,4 ft)                                        |                                               |
| Tiefgang                 | 4,78 m (15,8 ft)                                        |                                               |
| Leergewicht              | 11 639 kg                                               |                                               |
| Kielkonstruktion         | Schwenkkiel ±40° seitwärts                              | Schwenkachse um 6° geneigt                    |
| Schwerter                | zwei Schwerter nach innen geneigt                       |                                               |
| Ruder                    | Doppelruder                                             |                                               |
| Hinterer Wasserballast   | zwei 800 l Tanks seitlich unter dem Cockpit             | gefüllt und geleert mittels Venturi-Pumpe     |
| Vorderer Wasserballast   | 1100 l Wassertank auf der Rumpfmittellinie vor dem Mast | gefüllt und geleert mittels Venturi-Pumpe     |
| Righöhe                  | 30,30 m (99,4 ft)                                       |                                               |
| Rigkonstruktion          | zwei Backstage am Masttop                               |                                               |
| Länge Bugspriet          | 2,14 m (7 ft)                                           |                                               |
| Großsegelfläche          | 163 m²                                                  |                                               |
| Vorsegelfläche           | 138 m²                                                  | dauerhaft mittels Rollreffanlage angeschlagen |
| Segelfläche am Wind      | 468 m² (Großsegel und Code Zero)                        |                                               |
| Segelfläche vor dem Wind | 578 m² (Großsegel und A3)                               |                                               |

## Teams

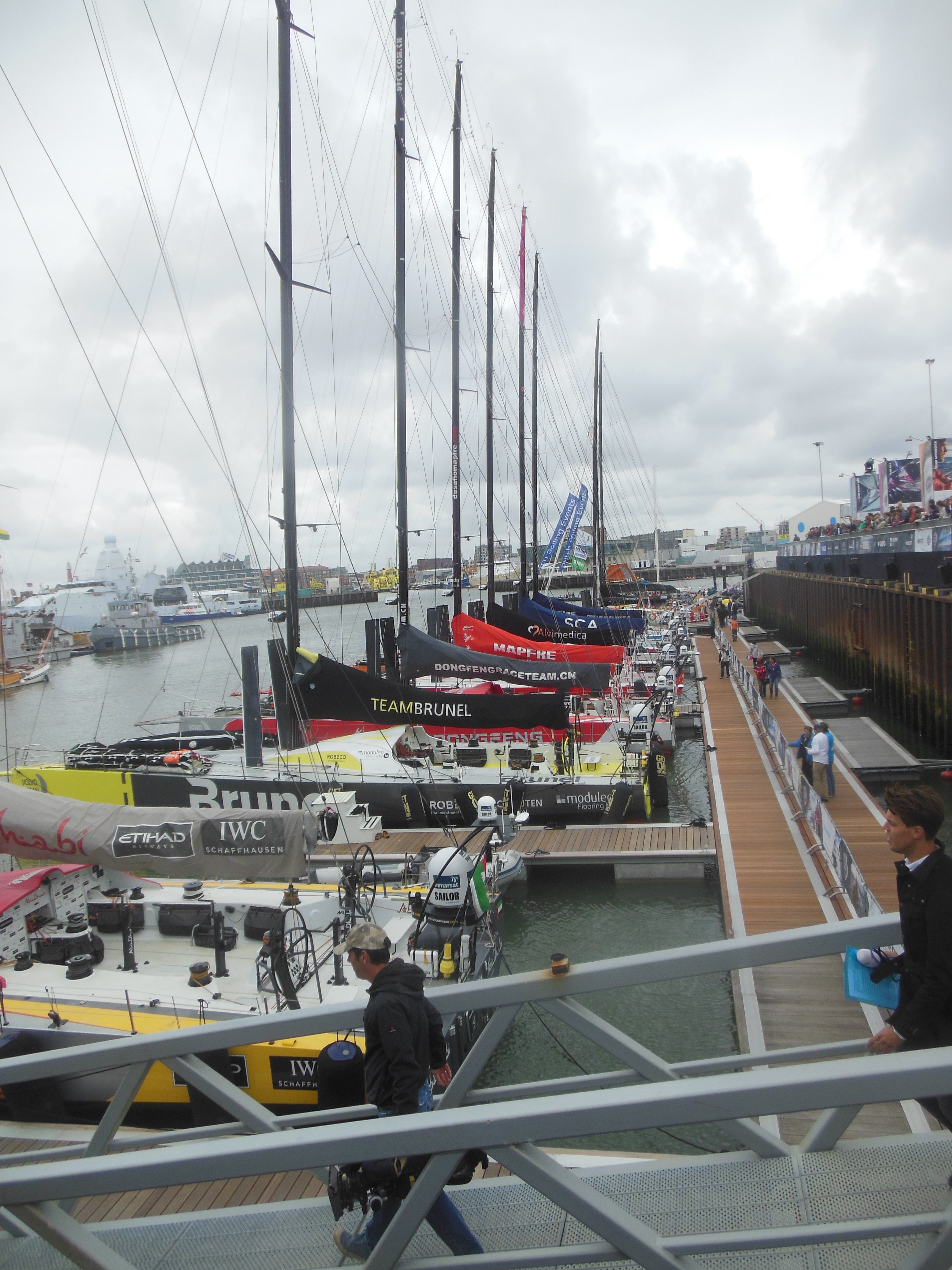
Boote am Steg in Scheveningen

Der Titelverteidiger Groupama Sailing Team trat nicht mehr an. An der Regatta nahmen folgende Teams teil:
| Team                        | Nation                       | Skipper            | Punkte | Bemerkung        |
| --------------------------- | ---------------------------- | ------------------ | ------ | ---------------- |
| Abu Dhabi Ocean Racing Team | Vereinigte Arabische Emirate | Ian Walker (GBR)   | 24     |                  |
| Team Brunel                 | Niederlande                  | Bouwe Bekking      | 29     |                  |
| Dongfeng Race Team          | Volksrepublik China          | Charles Caudrelier | 33     |                  |
| Team Mapfre                 | Spanien                      | Iker Martínez      | 34     |                  |
| Team Alvimedica             | Türkei                       | Charlie Enright    | 34     |                  |
| Team SCA                    | Schweden                     | Samantha Davies    | 51     | reine Frauencrew |
| Team Vestas Wind            | Dänemark                     | Chris Nicholson    | 60     |                  |

## Etappen
Die Regatta umfasste folgende Etappen und In-Port Races:
| Start             | Etappe       | Ort                                        | Strecke |
| ----------------- | ------------ | ------------------------------------------ | ------- |
| 4. Oktober 2014   | In-Port Race | Alicante (Spanien)                         |         |
| 11. Oktober 2014  | Etappe 1     | Alicante – Kapstadt                        | 6487 nm |
| 15. November 2014 | In-Port Race | Kapstadt (Südafrika)                       |         |
| 19. November 2014 | Etappe 2     | Kapstadt – Abu Dhabi                       | 6125 nm |
| 2. Januar 2015    | In-Port Race | Abu Dhabi (Vereinigte Arabische Emirate)   |         |
| 3. Januar 2015    | Etappe 3     | Abu Dhabi – Sanya                          | 4670 nm |
| 7. Februar 2015   | In-Port Race | Sanya (China)                              |         |
| 8. Februar 2015   | Etappe 4     | Sanya – Auckland                           | 5264 nm |
| 14. März 2015     | In-Port Race | Auckland (Neuseeland)                      |         |
| 15. März 2015     | Etappe 5     | Auckland – Itajaí                          | 6776 nm |
| 18. April 2015    | In-Port Race | Itajaí (Brasilien)                         |         |
| 19. April 2015    | Etappe 6     | Itajaí – Newport                           | 5010 nm |
| 16. Mai 2015      | In-Port Race | Newport (USA)                              |         |
| 17. Mai 2015      | Etappe 7     | Newport – Lissabon                         | 2800 nm |
| 6. Juni 2015      | In-Port Race | Lissabon (Portugal)                        |         |
| 7. Juni 2015      | Etappe 8     | Lissabon – Lorient                         | 647 nm  |
| 14. Juni 2015     | In-Port Race | Lorient (Frankreich)                       |         |
| 17. Juni 2015     | Etappe 9     | Lorient – Den Haag (24 h Stopp) – Göteborg | 960 nm  |
| 27. Juni 2015     | In-Port Race | Göteborg (Schweden)                        |         |

### Entwicklung von Punktestand und Gesamtplatzierung

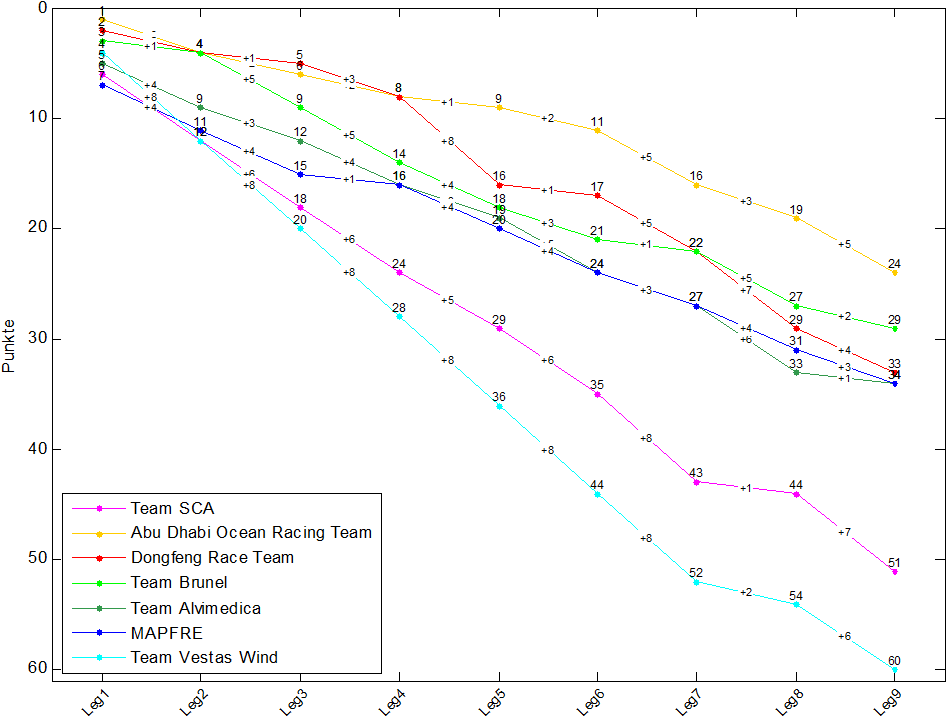
Entwicklung des Gesamtpunktestandes

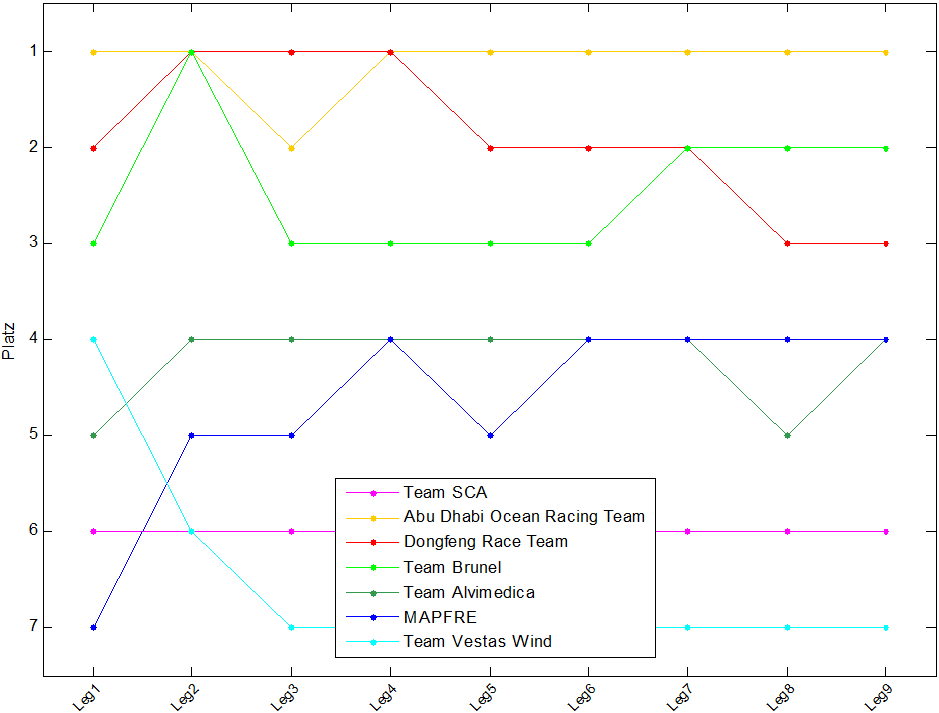
Entwicklung der Platzierung

## Ergebnisse

### 1. Etappe Alicante – Kapstadt

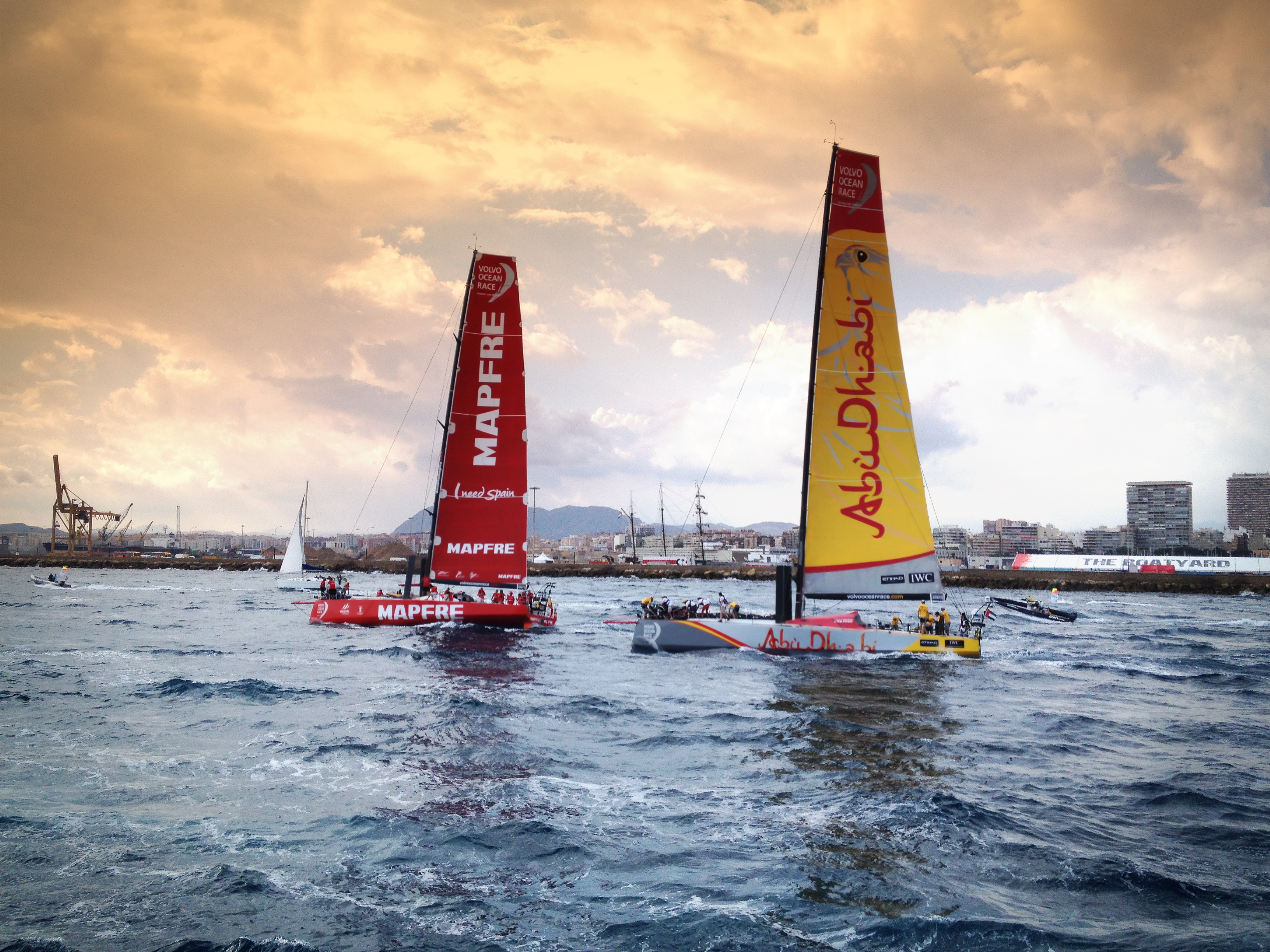
Mapfre und Abu Dhabi beim Start in Alicante

| Platz | Team                        | Zeit            | Punkte | Bemerkung                      |
| ----- | --------------------------- | --------------- | ------ | ------------------------------ |
| 1     | Abu Dhabi Ocean Racing Team | 25d 03h 10m 44s | 1      |                                |
| 2     | Dongfeng Race Team          | 25d 03h 22m 48s | 2      | Ruderbruch und Schäden am Rigg |
| 3     | Team Brunel                 | 25d 07h 33m 25s | 3      |                                |
| 4     | Team Vestas Wind            | 26d 00h 48m 47s | 4      |                                |
| 5     | Team Alvimedica             | 26d 13h 07m 38s | 5      |                                |
| 6     | Team SCA                    | 26d 23h 37m 49s | 6      |                                |
| 7     | Team Mapfre                 | 27d 00h 47m 32s | 7      |                                |

### 2. Etappe Kapstadt – Abu Dhabi
| Platz | Team                        | Zeit            | Punkte Etappe | Gesamtpunkte | Bemerkung |
| ----- | --------------------------- | --------------- | ------------- | ------------ | --- |
| 1     | Team Brunel                 | 23d 16h 25m 20s | 1             | 4            | |
| 2     | Dongfeng Race Team          | 23d 16h 41m 40s | 2             | 4            | |
| 3     | Abu Dhabi Ocean Racing Team | 23d 19h 08m 15s | 3             | 4            | |
| 4     | Team Mapfre                 | 24d 11h 18m 18s | 4             | 11           | |
| 5     | Team Alvimedica             | 24d 21h 29m 23s | 4 1)          | 9            | Zeitverlust durch Hilfestellung für Team Vestas |
| 6     | Team SCA                    | 25d 06h 23m 34s | 6             | 12           | |
| -     | Team Vestas Wind            | DNF             | 8             | 12           | Ausgeschieden, nachdem das Boot aufgrund eines Navigationsfehlers auf ein Riff des St.-Brandon-Atolls gelaufen und anschließend gestrandet war. Die Yacht wurde zum Totalschaden erklärt. |

1) Wegen ihrer Hilfeleistung bei der Strandung von Team Vestas wurde Team Alvimedica von einer unabhängigen Jury der ISAF ein Wertungspunkt zugesprochen.

### 3. Etappe Abu Dhabi – Sanya
| Platz | Team                        | Zeit            | Punkte Etappe | Gesamtpunkte | Bemerkung |
| ----- | --------------------------- | --------------- | ------------- | ------------ | --------- |
| 1     | Dongfeng Race Team          | 23d 13h 31m 38s | 1             | 5            |           |
| 2     | Abu Dhabi Ocean Racing Team | 23d 16h 50m 30s | 2             | 6            |           |
| 3     | Team Alvimedica             | 23d 17h 51m 15s | 3             | 12           |           |
| 4     | Team Mapfre                 | 23d 18h 23m 20s | 4             | 15           |           |
| 5     | Team Brunel                 | 23d 18h 25m 10s | 5             | 9            |           |
| 6     | Team SCA                    | 24d 02h 41m 45s | 6             | 18           |           |
| -     | Team Vestas Wind            | DNS             | 8             | 20           |           |

### 4. Etappe Sanya – Auckland
| Platz | Team                        | Zeit            | Punkte Etappe | Gesamtpunkte | Bemerkung |
| ----- | --------------------------- | --------------- | ------------- | ------------ | --------- |
| 1     | Team Mapfre                 | 20d 02h 31m 20s | 1             | 16           |           |
| 2     | Abu Dhabi Ocean Racing Team | 20d 02h 35m 45s | 2             | 8            |           |
| 3     | Dongfeng Race Team          | 20d 02h 39m 22s | 3             | 8            |           |
| 4     | Team Alvimedica             | 20d 03h 58m 08s | 4             | 16           |           |
| 5     | Team Brunel                 | 20d 06h 30m 30s | 5             | 14           |           |
| 6     | Team SCA                    | 20d 09h 32m 25s | 6             | 24           |           |
| -     | Team Vestas Wind            | DNS             | 8             | 28           |           |

### 5. Etappe Auckland – Itajai
| Platz | Team                        | Zeit            | Punkte Etappe | Gesamtpunkte | Bemerkung |
| ----- | --------------------------- | --------------- | ------------- | ------------ | --- |
| 1     | Abu Dhabi Ocean Racing Team | 18d 23h 30m 10s | 1             | 9            | |
| 2     | Team Mapfre                 | 19d 00h 02m 56s | 2 (+2)        | 20           | Aufgrund von unerlaubt angebrachten Verstärkungen am Ausleger während der Etappe wurde das Team von der Jury mit zwei zusätzlichen Strafpunkten belegt.                                                                                  |
| 3     | Team Alvimedica             | 19d 00h 24m 32s | 3             | 19           | |
| 4     | Team Brunel                 | 19d 00h 25m 48s | 4             | 18           | |
| 5     | Team SCA                    | 20d 17h 52m 15s | 5             | 29           | |
| -     | Dongfeng Race Team          | DNF             | 8             | 16           | Nach einem Mastbruch kurz vor Kap Horn musste das Team die Etappe aufgeben und einen Reparaturstopp in Ushuaia einlegen. Danach setzte das Boot die Fahrt außer Wertung nach Itajai fort, um von dort wieder in das Rennen einzusteigen. |
| -     | Team Vestas Wind            | DNS             | 8             | 36           | |

### 6. Etappe Itajai – Newport
| Platz | Team                        | Zeit            | Punkte Etappe | Gesamtpunkte | Bemerkung |
| ----- | --------------------------- | --------------- | ------------- | ------------ | --------- |
| 1     | Dongfeng Race Team          | 17d 09h 03m 00s | 1             | 17           |           |
| 2     | Abu Dhabi Ocean Racing Team | 17d 09h 06m 25s | 2             | 11           |           |
| 3     | Team Brunel                 | 17d 09h 56m 40s | 3             | 21           |           |
| 4     | Team Mapfre                 | 17d 10h 34m 25s | 4             | 24           |           |
| 5     | Team Alvimedica             | 17d 14h 24m 01s | 5             | 24           |           |
| 6     | Team SCA                    | 17d 20h 59m 08s | 6             | 35           |           |
| -     | Team Vestas Wind            | DNS             | 8             | 44           |           |

### 7. Etappe Newport – Lissabon
| Platz | Team                        | Zeit           | Punkte Etappe | Gesamtpunkte | Bemerkung |
| ----- | --------------------------- | -------------- | ------------- | ------------ | --- |
| 1     | Team Brunel                 | 9d 11h 09m 49s | 1             | 22           | |
| 2     | Team Mapfre                 | 9d 11h 31m 39s | 2 (+1)        | 27           | Wegen der Verletzung eines Verkehrstrennungsgebiets vor Newport wurde das Team mit einem zusätzlichen Strafpunkt belegt.                         |
| 3     | Team Alvimedica             | 9d 12h 50m 49s | 3             | 27           | |
| 4     | Dongfeng Race Team          | 9d 12h 51m 44s | 4 (+1)        | 22           | Wegen der Verletzung eines Verkehrstrennungsgebiets vor Newport wurde das Team mit einem zusätzlichen Strafpunkt belegt.                         |
| 5     | Abu Dhabi Ocean Racing Team | 9d 13h 24m 34s | 5             | 16           | |
| 6     | Team SCA                    | 9d 15h 32m 38s | 6 (+2)        | 43           | Wegen der Verletzung eines Verkehrstrennungsgebiets vor Newport und eines Sperrgebiets wurde das Team mit zwei zusätzlichen Strafpunkten belegt. |
| -     | Team Vestas Wind            | DNS            | 8             | 52           | |

### 8. Etappe Lissabon – Lorient
| Platz | Team                        | Zeit           | Punkte Etappe | Gesamtpunkte | Bemerkung |
| ----- | --------------------------- | -------------- | ------------- | ------------ | --------- |
| 1     | Team SCA                    | 3d 13h 11m 11s | 1             | 44           |           |
| 2     | Team Vestas Wind            | 3d 13h 59m 38s | 2             | 54           |           |
| 3     | Abu Dhabi Ocean Racing Team | 3d 14h 05m 17s | 3             | 19           |           |
| 4     | Team Mapfre                 | 3d 14h 09m 51s | 4             | 31           |           |
| 5     | Team Brunel                 | 3d 14h 18m 17s | 5             | 27           |           |
| 6     | Team Alvimedica             | 3d 14h 22m 11s | 6             | 33           |           |
| 7     | Dongfeng Race Team          | 3d 14h 37m 46s | 7             | 29           |           |

### 9. Etappe Lorient – Göteborg
| Platz | Team                        | Zwischenzeit Den Haag | Zwischenplatzierung | Zeit           | Punkte Etappe | Gesamtpunkte | Bemerkung |
| ----- | --------------------------- | --------------------- | ------------------- | -------------- | ------------- | ------------ | --------- |
| 1     | Team Alvimedica             | 2d 08h 34m 01s        | 1                   | 4d 09h 00m 53s | 1             | 34           |           |
| 2     | Team Brunel                 | 2d 11h 11m 47s        | 4                   | 4d 09h 24m 18s | 2             | 29           |           |
| 3     | Team Mapfre                 | 2d 10h 54m 18s        | 3                   | 4d 09h 29m 07s | 3             | 34           |           |
| 4     | Dongfeng Race Team          | 2d 10h 20m 30s        | 2                   | 4d 09h 31m 56s | 4             | 33           |           |
| 5     | Abu Dhabi Ocean Racing Team | 2d 12h 27m 44s        | 5                   | 4d 10h 17m 41s | 5             | 24           |           |
| 6     | Team Vestas Wind            | 2d 12h 38m 18s        | 6                   | 4d 11h 30m 21s | 6             | 60           |           |
| 7     | Team SCA                    | 2d 13h 06m 37s        | 7                   | 4d 11h 39m 05s | 7             | 51           |           |